# Xkcd
xkcd (včasih zapisan kot XKCD) je spletni strip ameriškega avtorja Randalla Munroeja, ki običajno izhaja trikrat tedensko na naslovu xkcd.com. Avtor ga opisuje s sloganom »A webcomic of romance, sarcasm, math, and language« (Spletni strip o ljubezni, sarkazmu, matematiki in jeziku). Objavljen je pod licenco »Creative Commons-Priznanje avtorstva-Nekomercialno 2.5«. Munroe, nekdanji robotik pri Nasi, poleg stripa objavlja na istem naslovu še blog in projekt »What If?«, kjer odgovarja na hipotetična vprašanja bralcev.
Risarski slog je minimalističen, z liki iz navadnih črt in praznimi ozadji, kljub temu pa je strip popularen zaradi avtorjevih domislic, pogosto v obliki šal na temo matematike ali računalništva. Nekatere so v celoti razumljive le računalniško ali splošneje razgledanim bralcem. Pogoste so tudi pop-kulturne reference, vključno z Wikipedijo, zlasti odmevne pa so posebne epizode, v katerih Munroe eksperimentira s kombiniranjem tehničnih možnosti interneta in stripovskega medija za inovativno podajanje vsebine in subtilno sporočilnost. Strip sicer nima enotne zgodbe, epizode povezujejo le nekateri (domnevno) stalni liki.
Nastalo je več spletnih skupnosti, ki debatirajo o posameznih epizodah, med njimi wiki, na katerem bralci objavljajo razlage. Nekateri stripi, ki omenjajo različne aktivnosti, so spodbudili ljudi, da so jih izvedli v živo, denimo zbrali na koordinatah, ki jih je vrnila formula v enem od njih. V epizodi #353 je prikazan eden od likov, kako lebdi v zraku in na vprašanje, kako mu to uspe, odvrne, da je preprosto napisal import antigravity v programskem jeziku Python (epizoda je poklon preprostosti in zabavnosti programiranja v Pythonu). V kasnejše različice tega programskega jezika so ustvarjalci zato za šalo vdelali ukaz import antigravity, ki odpre privzeti brskalnik in prikaže to epizodo.
Leta 2008 je bil xkcd nominiran za nagrade v več kategorijah na podelitvi Web Cartoonists' Choice Awards. Munroe je bil leta 2011 nominiran tudi za nagrado Hugo za najboljšega ljubiteljskega umetnika.